# Álvaro de Miranda Neto
Álvaro Affonso "Doda" de Miranda Neto , né le 5 février 1973 à São Paulo, est un cavalier brésilien de saut d'obstacles. Il est le mari d'Athina Onassis (divorcé en 2017).

## Principales performances
- 1996 :  médaille de bronze par équipe aux Jeux olympiques d'Atlanta avec Aspen.
- 2000 :  médaille de bronze par équipe aux Jeux olympiques de Sydney avec Aspen.
- 2003 : médaille de bronze par équipe aux Jeux panaméricains à Saint-Domingue avec Oliver Metodo.
- 2011 : médaille d'argent par équipe aux Jeux panaméricains à Guadalajara avec Norson.